# Salt (албум)
Salt је први албум певачице и композитора Лиз Рајт, издат 2003. године. Албум је достигао друго место топ-листе модерног џеза у 2004. години (Billboard Top Contemporary Jazz chart). Снимљен је у Right Track Studios, у Њујорк, током августа и децембра 2002. године.

## Учесници на албуму
- Лиз Рајт — вокал
- Мирон Валден — кларинет, саксофон
- Крис Потер — саксофон
- Бургес Гарднер — труба
- Винсент Гарднер — тромбон
- Брајан Блејд — акустична гитара, бубњеви
- Адам Роџерс — акустична гитара, електрична гитара
- Кенет Банкс — клавир, оргуље, клавијатуре
- Џон Каухерд — клавир, клавијатуре
- Данило Перез — клавир
- Сем Јел — орган
- Монте Крофт — маримба, вибрафон
- Елен Вестерман — виолончело
- Џо Кимура — виолончело
- Карил Пајснер — виолончело
- Марк Орин Шуман — виолончело
- Сара Адамс — виола
- Роналд Карбоне — виола
- Кристал Гарнер — виола
- Доуг Вејс — бас
- Тереон Гули — бубњеви
- Џеф Хајнс — удараљке